# Leptotrachelus dorsalis
Leptotrachelus dorsalis är en skalbaggsart som beskrevs av Fabricius. Leptotrachelus dorsalis ingår i släktet Leptotrachelus och familjen jordlöpare. Inga underarter finns listade i Catalogue of Life.